# ياشودا ويمالادارما
ياشودا ويمالادارما هي ممثلة ولدت في 28 أكتوبر 1970 في سريلانكا. والدها مدرس اللغة الهندية في جامعة كيلانيا وأمها راقصة ومدرسة سابقة. شقيقتها "تيشانا"، مدرسة في مدرسة، وهي أكبر بسبع سنوات من ياشودها.

## مسلسلات
| مسلسل            | لغة    |
| ---------------- | ------ |
| Bonikko          | سنهالى |
| Sooriya Daruwo   | سنهالى |
| Senehewanthayo   | سنهالى |
| Hiru Kumari      | سنهالى |
| Sathpurawasiyo   | سنهالى |
| Rejina           | سنهالى |
| Vihanga Geethaya | سنهالى |
| doowaru          | سنهالى |
| Uthpala          | سنهالى |

## روابط خارجية
- ياشودا ويمالادارما على موقع IMDb (الإنجليزية)
- Personal Website